# Tanystylum ornatum
Tanystylum ornatum là một loài nhện biển trong họ Ammotheidae. Loài này thuộc chi Tanystylum. Tanystylum ornatum được miêu tả khoa học năm 1928 bởi Flynn.